# Mathay
Mathay is een gemeente in het Franse departement Doubs (regio Bourgogne-Franche-Comté). De plaats maakt deel uit van het arrondissement Montbéliard. Mathay telde op 1 januari 2022 2.131 inwoners.

## Geografie
De oppervlakte van Mathay bedraagt 14,85 vierkante kilometer; de bevolkingsdichtheid is 145 inwoners per km² (per 1 januari 2019).
De onderstaande kaart toont de ligging van Mathay met de belangrijkste infrastructuur en aangrenzende gemeenten.

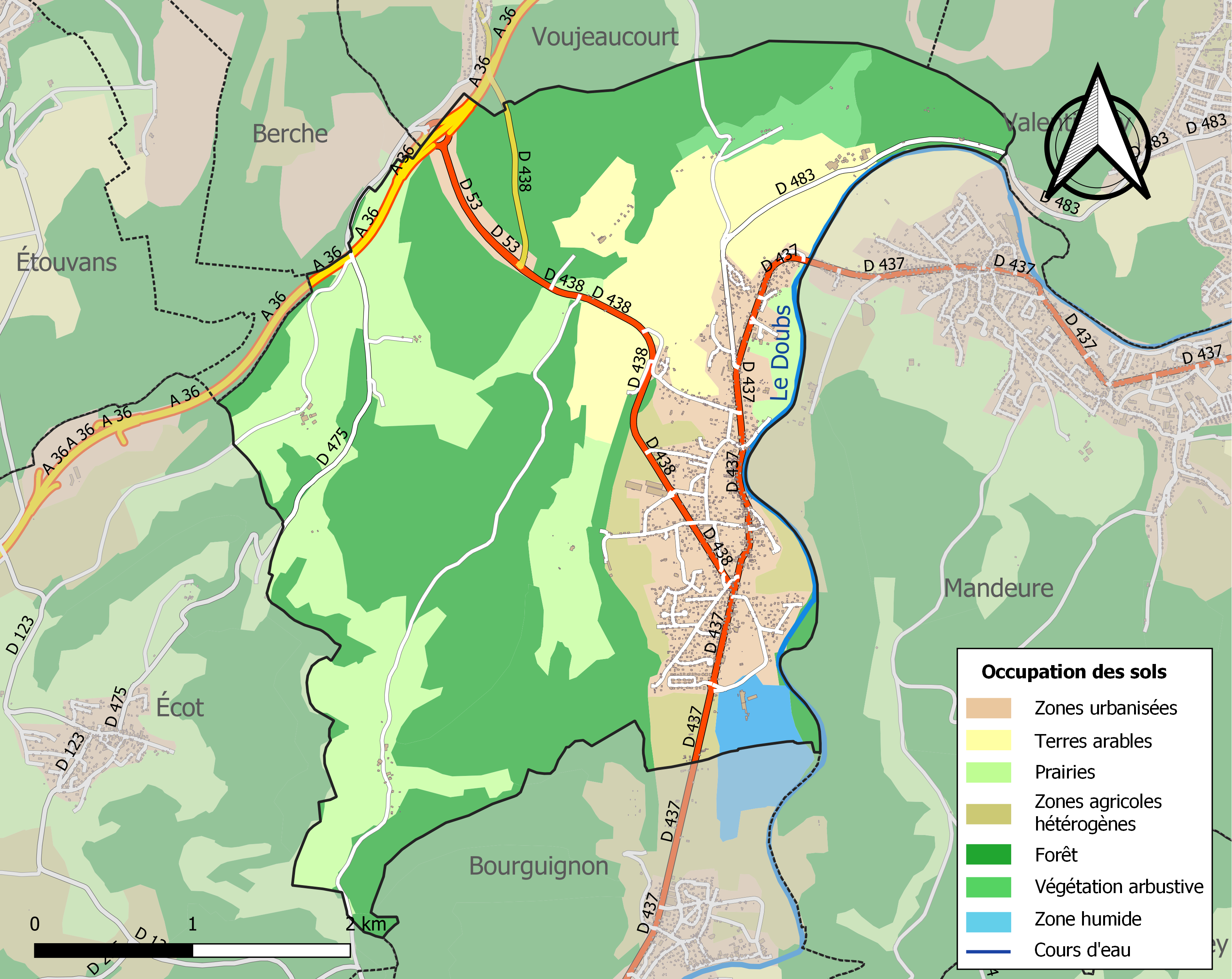

## Demografie
Onderstaande figuur toont het verloop van het inwonertal (bron: INSEE-tellingen).